# Pawłów Górny
Pawłów Górny [pronunciación en polaco: /ˈpavwuf ˈɡurnɨ/] es un pueblo ubicado en el distrito administrativo de Gmina Wola Krzysztoporska, dentro del condado de Piotrków, Voivodato de Łódź, en el centro de Polonia. Se encuentra a unos 10 kilómetros al suroeste de Wola Krzysztoporska, a 19 kilómetros al suroeste de Piotrków Trybunalski, y a 56 kilómetros al sur de la capital regional Łódź .